# 7925 Шелас
7925 Шелас (7925 Shelus) — астероїд головного поясу, відкритий 6 вересня 1986 року.
Тіссеранів параметр щодо Юпітера — 3,181.